# Blaugrüne Palmlilie
Die Blaugrüne Palmlilie (Yucca glauca) (englischer Trivialname: Great Plains Yucca) ist eine Pflanzenart der Gattung der Palmlilien (Yucca) in der Familie der Spargelgewächse (Asparagaceae).

## Beschreibung
Die Blaugrüne Palmlilie wächst solitär, stammlos (jedoch manchmal mit Stämmen bis 60 cm Höhe) bis gruppenbildend, mit zehn bis zwölf Rosetten, 2 bis 3 Meter breit. Die dünnen, weichen, flexiblen, grünen, grauen, an den Rändern weiß manchmal mit feinen Fasern, Laubblätter sind 20 bis 70 cm lang und 1 bis 2 cm breit.
Der in den Blättern beginnende, traubige Blütenstand wird 1 bis 2 Meter hoch. Die glockenförmigen, kugeligen, weißen, cremefarbenen Blüten weisen eine Länge und einen Durchmesser von 4 bis 6 cm auf.
Die Blütezeit reicht von April bis Juni.
Die Chromosomenzahl beträgt 2n = 60.

## Vorkommen
Die Blaugrüne Palmlilie ist in den USA in den Prärien des Westens in den Staaten Montana, Nebraska, South Dakota, North Dakota, Colorado, Wyoming, Oklahoma. Kansas und New Mexico in Ebenen in Höhenlagen zwischen 800 und 2600 Metern verbreitet. Diese Art wächst oft vergesellschaftet mit verschiedenen Kakteenarten.
Die Blaugrüne Palmlilie ist in Mitteleuropa frosthart bis minus 18 °C. Sie ist eine der härtesten Arten der Gattung.

## Systematik
Die Erstbeschreibung durch Thomas Nuttall unter dem Namen Yucca glauca ist 1813 veröffentlicht worden.
Es werden folgende Unterarten unterschieden:
- Yucca glauca Nutt. subsp. glauca
- Yucca glauca subsp. stricta (Sims) Hochstätter
- Yucca glauca subsp. albertana Hochstätter

Yucca glauca ist eine Art der Sektion Chaenocarpa Serie Glaucae.

## Bilder
Yucca glauca:

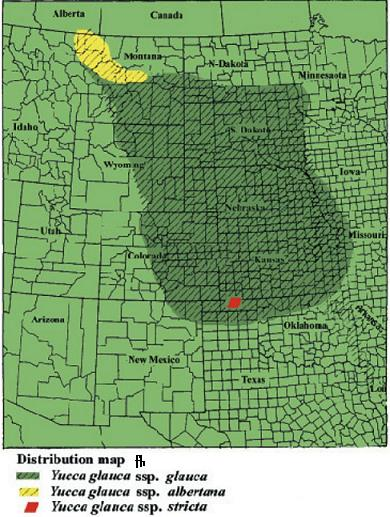
Verbreitungsgebiet.
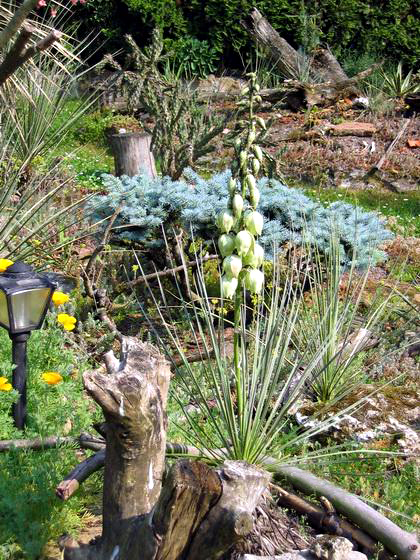
14 Jahre altes Exemplar mit Blütenstand in Mannheim.